# Who We Are (Lifehouse)
Who We Are è il quarto album in studio del gruppo musicale rock statunitense Lifehouse, pubblicato nel 2007.

## Tracce
1. Disarray – 3:45 (Jason Wade)
2. First Time – 3:23 (Jude Cole, Wade)
3. Whatever It Takes – 3:27 (Cole, Wade)
4. Who We Are – 3:27 (Cole, Wade)
5. Broken – 4:46 (Wade)
6. The Joke – 3:56 (Cole, Wade, Rick Woolstenhulme Jr.)
7. Easier to Be – 3:31 (Cole, Wade)
8. Make Me Over – 3:57 (Cole, Wade)
9. Mesmerized – 3:13 (Cole, Wade)
10. Bridges – 4:02 (Wade)
11. Learn You Inside-Out – 4:26 (Wade)
12. Storm – 4:25 (Wade)

## Formazione
Gruppo
- Jason Wade - voce, chitarra, piano
- Bryce Soderberg - basso, cori
- Rick Woolstenhulme Jr. - batteria

Collaboratori principali
- Jude Cole - chitarra, tastiere, piano, cori

## Classifiche
| Classifica (2007)           | Posizione raggiunta |
| --------------------------- | ------------------- |
| Billboard 200 (Stati Uniti) | 14                  |